# موحا أوسعيد

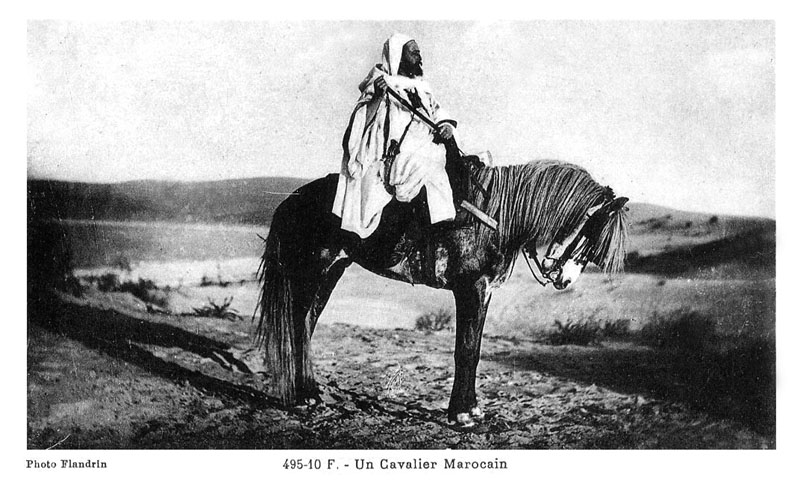
فارس مغربي إبان الإستعمار الفرنسي

هو محمد (موحا) أوسعيد أوعسو الويراوي، من قبائل آيت ويرة الأمازيغية (ِتُنطق ويرَّا بتشديد الراء) التي تستوطن بلاد تادلا في جبال الأطلس المتوسط بالمغرب الأقصى - وهو يعد بامتياز بطل المقاومة الأمازيغية مع بداية الاحتلال الفرنسي للمغرب في إطار معاهدة الحماية التي وقعها السلطان عبد الحفيظ سنة 1912 أو ما عرف لدى الفرنسيين بسياسة «تهدئة المغرب» أو "la pacification du maroc".

## لقصيبة ن موحا اوسعيد

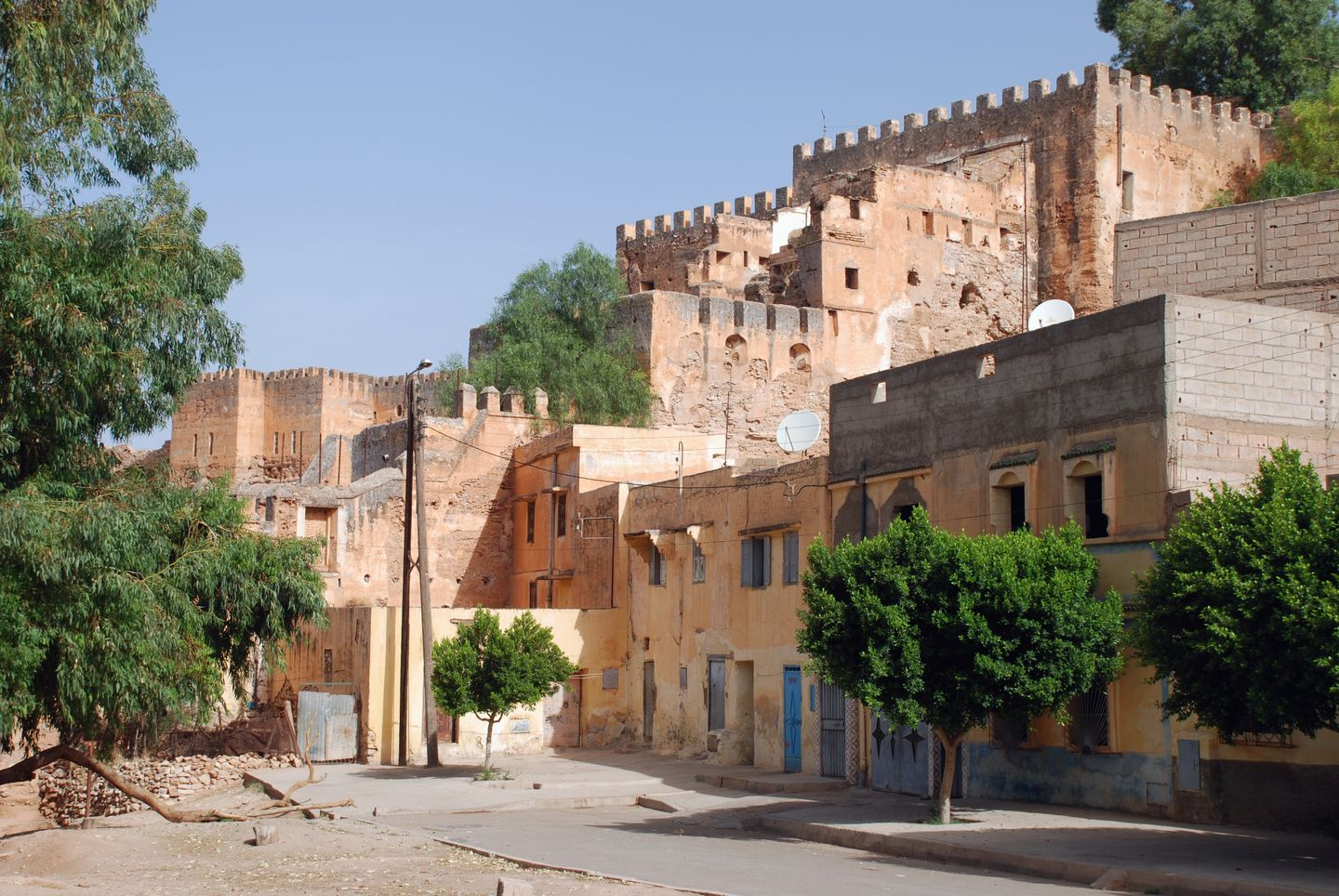
جانب من قصبة تادلا

بنى السلطان العلوي إسماعيل قصبة تادلة لاحتواء خطورة قبائل آيت سخمان. فقد عرفت هته الأخيرة بنزوعها إلى الحرب وخشونة الطباع وعدائها الشديد للقبائل المجاورة لها، وإثارتها للفتن، كما انها طالبت بالاستفادة من أماكن الرعي خلال فصلي الخريف والشتاء مرورا بفج ايت ويرة، فكان أن بنى المخزن قصبة لمراقبة تحركاتهم وهبوطهم من الجبل إلى السفح (أزاغار) فكانت قصبة ايت ويرة التي سميت فيما بعد لقصيبة.

نهر أمر الربيع يمر من جانب القصبة

خلال عهد السلطان الحسن الاول 1873-1894، برز موحى وسعيد واسو كقائد ذكي بشكل لافت مما جعل المخزن يعينه قائدا عاما  على تجمع ايت إيسري (سْرِي) وهو تجمع قبائلي يضم قبيلة ام البخت وايت ويرة وايت عبد اللولي وايت حسين. كان ذلك عشر سنوات قبل وفاة الحسن الأول أي سنة 1884.
جعل من قلعة قصبة تادلة عاصمة سلطته،  كما استعان بقصبة إِغْرَمْ لَعْلامْ بالإضافة إلى القصبة حملت إسمه وهي لقصيبة ن موحا وسعيد، وهي قرية مغربية في جبال الأطلس تعرف اليوم باسم لقصيبة. ذكرت عدة مصادر أن موحا أوسعيد شارك إلى جانب السلطان عبد العزيز سنة 1902 في حملة ضد أحد العصاة الذي ظهر بتازة ونادى بالتمرد على السلطان. كما أشارت مصادر أخرى أن القائد موحا أوسعيد كان شخصيا مع خيار المفاوضات، وكان في طريقه لعقد تسوية مع السلطات الفرنسية، ولكن ضغط أمغارات (الشيوخ والأعيان) القبائل المؤيدة له وزعماء الحرب الأخرين، والخوف من سخرية القبائل وفقدان الهيبة أجبره على إعلان الحرب.

## موحا أوسعيد المقاوم

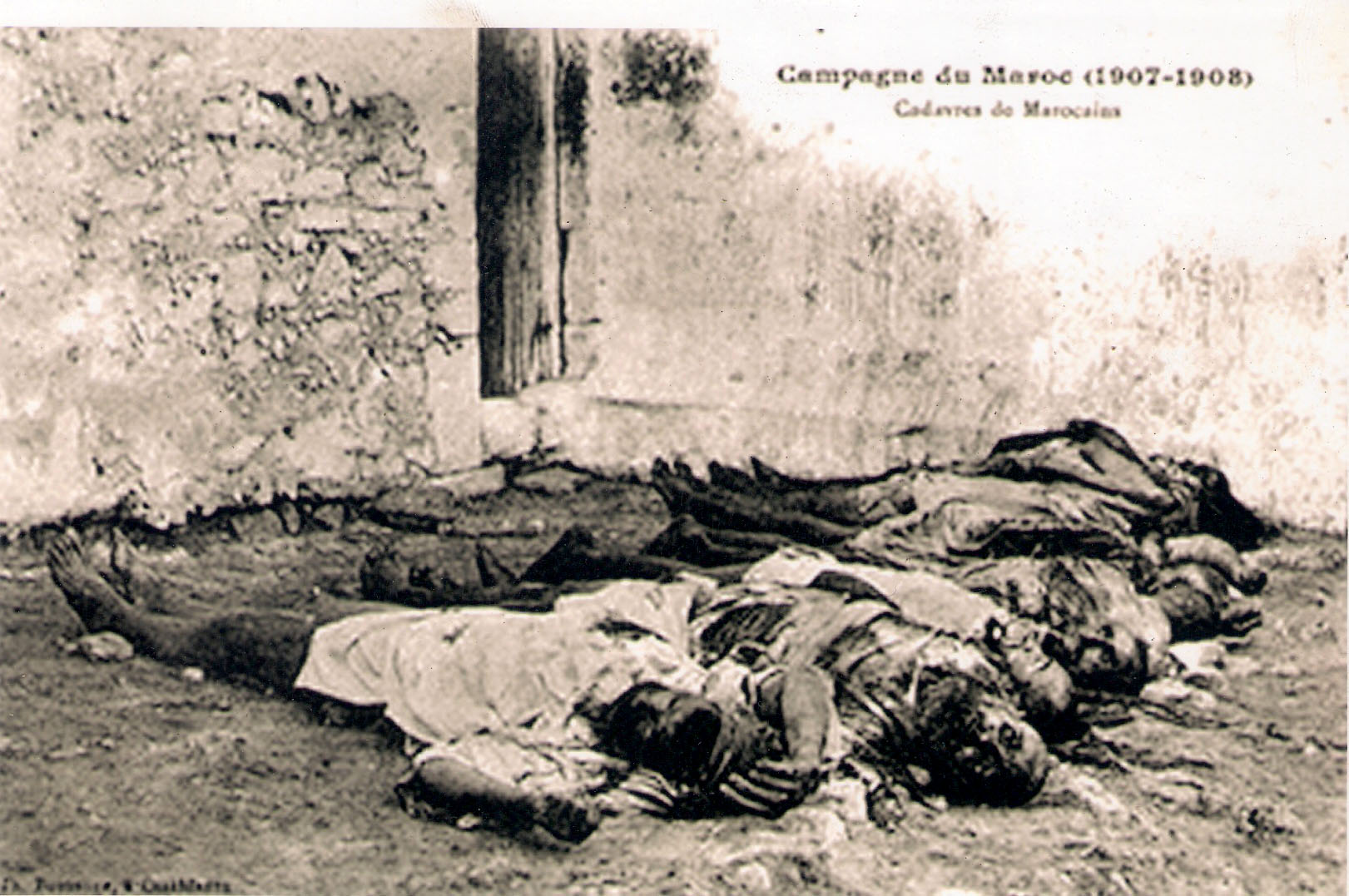
قتلى خلال حملة المغرب 1907-1908

لقد كان القائد موحا وسعيد الويرايري محاربا شرسا، نادى بالجهاد وقاد عدة معارك ضد الاحتلال بدءا باستنفار قبيلته والقبائل المجاورة للتصدي لجيش الاحتلال ومجابهته في معارك مديونة للدفاع عن الشاوية ثم عن بن أحمد وكذلك معارك الأطلس المتوسط خصوصا بالقصيبة والمناطق المجاورة.
ما إن شرعت البارجة الحربية الفرنسية «غاليلي» في قصف الدار البيضاء بالقنابل الحارقة من البحر بتاريخ 5 غشت 1907، وبدأ الجنرال «درود» يكتسح المدينة، حتى عبأ القائد المقاوم موحا وسعيد الويراري حوله جموعا غفيرة من المقاتلين المتطوعين الذين جندتهم القبائل من أعالي الأطلس المتوسط حتى السهلية منها، تجمعوا بمنطقة مديونة ضواحي مدينة الدار البيضاء سنة 1908، في محاولة للتصدي لزحف الحملة العسكرية، وكذا تقديم العون والمدد لقبائل الشاوية.

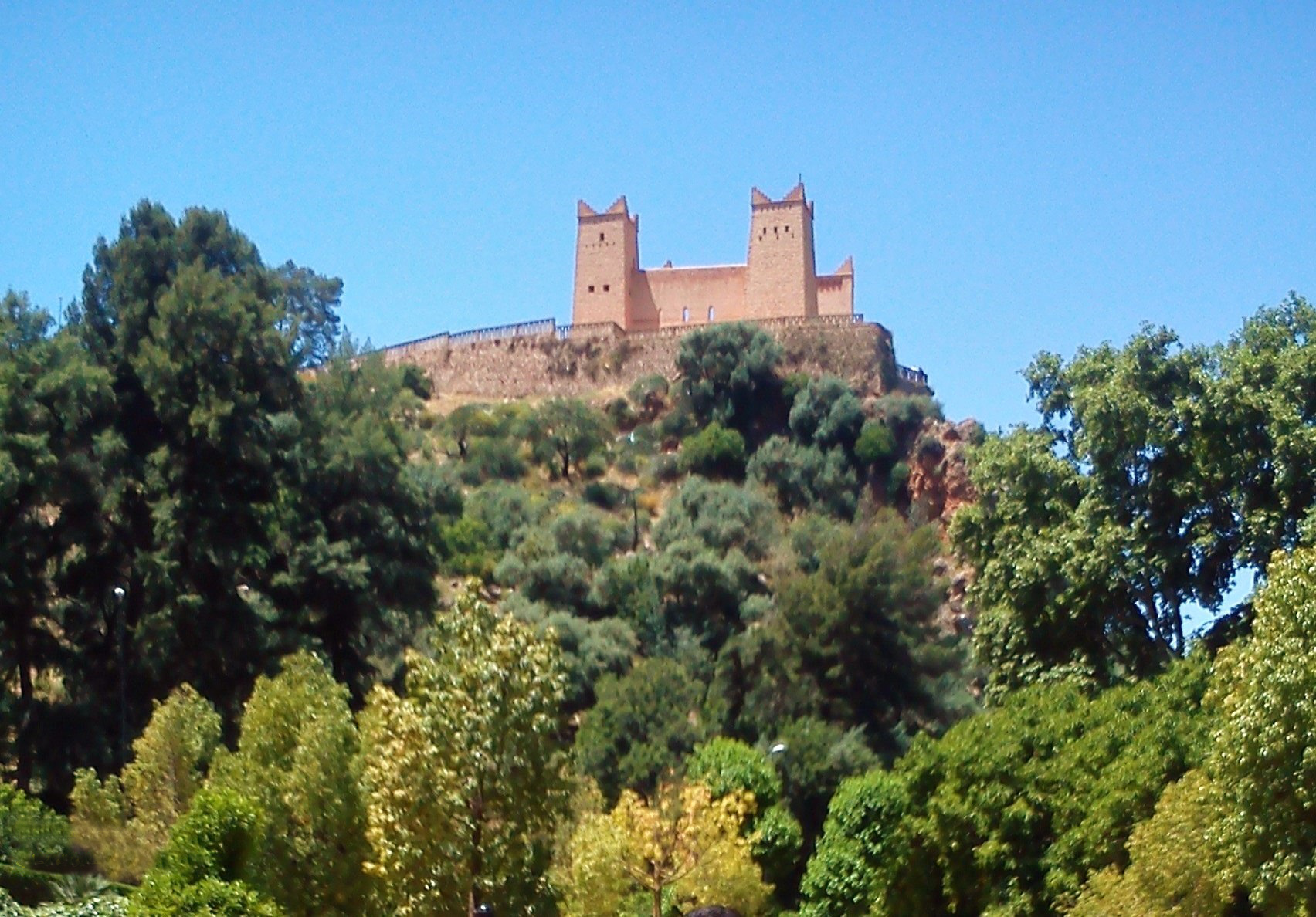
قصبة بني ملال

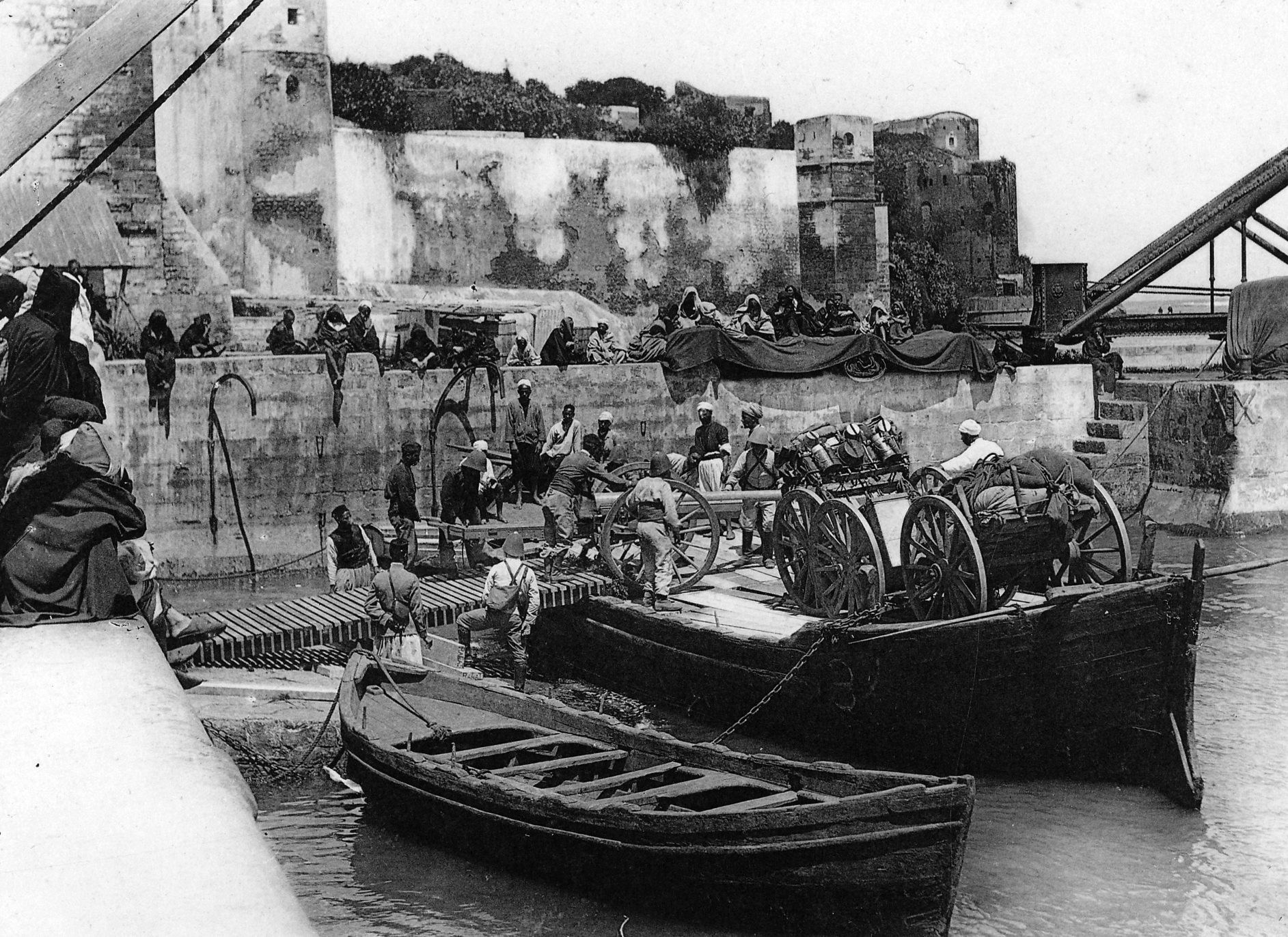
تحميل المدفعية الفرنسية من معبر واد أبو رقراق في الرباط

ويذكر أحمد المنصوري مؤلف كتاب كباء العنبر أن محمد أوحمو الزياني ما أن سمع باحتلال البيضاء حتى طار بفرسه ووراءه قبائل زيان ومن انضاف إليهم من القبائل المجاورة إلى أن وصلوا إلى أبواب المدينة المذكورة وسط قبائل الشاوية، وهناك وجدوا زعيما أمازيغيا من الأطلس قد سبقهم إلى الجهاد موحى أوسعيد قائد القصيبة على نحو 50 كلم شمال بني ملال.
كان له دور مركزي في قيادة المعارك الخاطفة، على مشارف الدار البيضاء مثل معارك سيدي مومن وتادارت، قبل أن ينسحب إلى هضاب الشاوية في اتجاه معقله بالقصيبة، وذلك بعد أن أجبر فيالق الحملة العسكرية على المكوث داخل أسوار مدينة البيضاء، وعدم التقدم طيلة 6 أشهر.

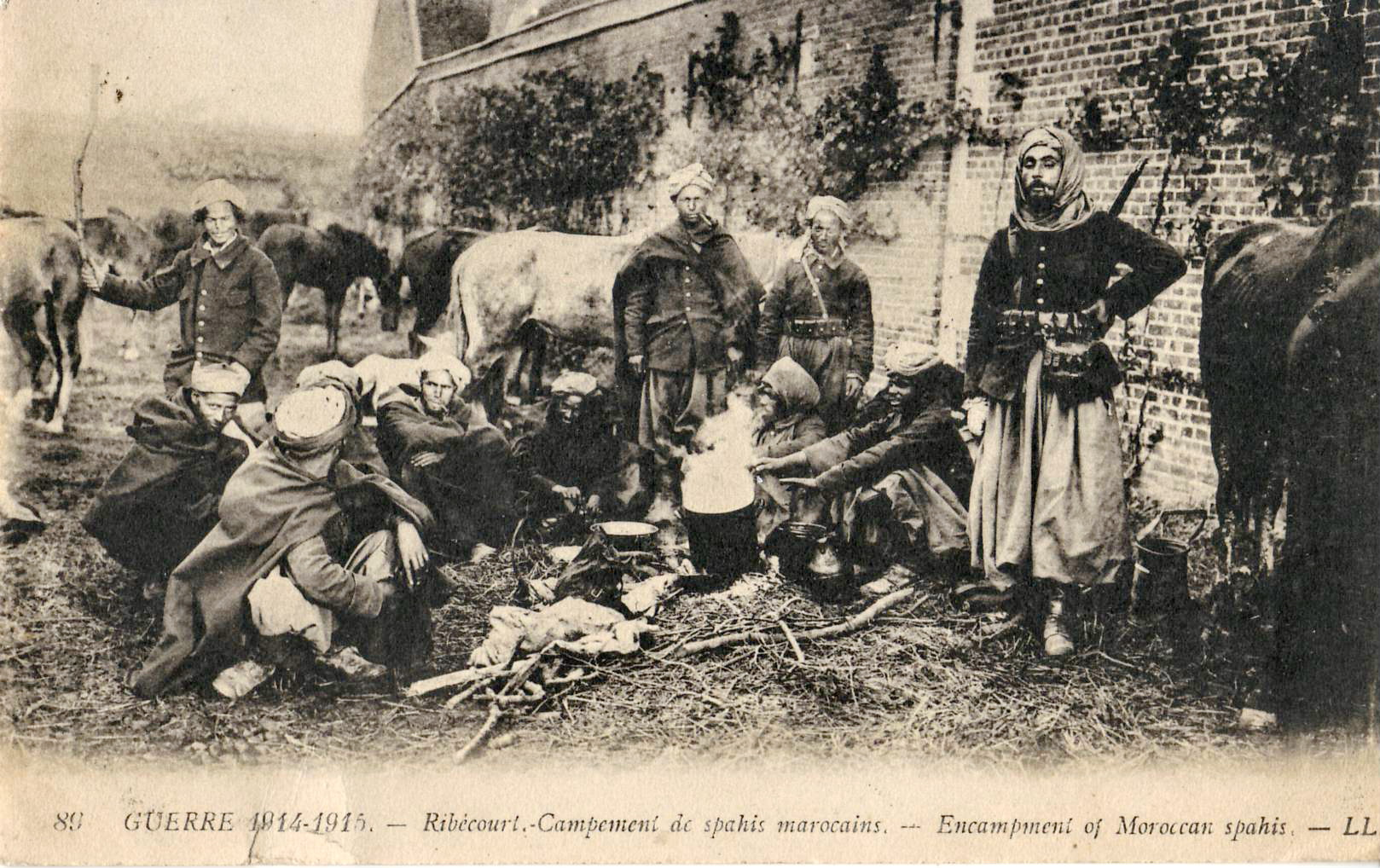
فرسان صبايحية مغاربة من الجيش الفرنسي

وصفه الفرنسيون في تقاريرهم بأنه «أمير حرب واسع النفوذ» وسط القبائل الأمازيغية بمنطقة تادلا. وأنه كان يتمتع بوضع اعتباري واحترام كبير من جانب هته القبائل. أراد الفرنسيون احتلال تادلة، قبل أن ينهوا حروبهم مع القبائل الساحلية التي قاومت بدورها الإنزال الفرنسي والإسباني الذي تلا قصف مدينة الدار البيضاء، كما شكلت جبال الأطلس المتوسط مصدر إزعاج للفرنسيين بنزولهم لدعم القبائل الأطلسية والتصدي للزحف الاستعماري.

قوات فرنسية في المغرب (1912)

شكل موحا وسعيد زعيم كونفدرالية قبائل آيت سري إلى جانب موحا أوحمو الزياني زعيم كونفدرالية قبائل زيان وعلي أمهاوش زعيم الزاوية الدرقاوية بالمتواجدة بنواحي قرية القباب، ما سمى عند الفرنسيين بـ «الثالوث البربري». وقد كبد هذا التحالف الأمازيغي جيش الاحتلال الفرنسي خسائر عسكرية كبيرة في الأرواح والعتاد، وجعل من احتلال جبال الأطلس المتوسط مهمة صعبة وشاقة لم تكتمل فعليا إلا سنة 1934. المارشال “ليوطي” قائلا: 
| موحا أوسعيد | لقد كونت القبائل جيشا يكاد يكون منظما، لها راية واحدة وروح موحدة، وعناصره المختلطة تطيع القيادة طاعة تلقائية، وله انتظام تلقائي أيضا. وكان هذا الجيش يواجه الموت بمثل أعلى موحد. | موحا أوسعيد |

انطلقت الشرارة الأولى للمقاومة منذ وقت مبكر، وذلك عندما حاول الكولونيل مانجان احتلال تادلا تمهيدا لاحتلال الأطلس المتوسط المركزي للقضاء على تحالف القبائل الأمازيغية ومقاومتهم. لذا وحّد موحا أوحمو وموحا أوسعيد جهودهما لمواجهة القوات الفرنسية الغازية، لكن انبساط السهول في منطقة تادلا وتفوق الجيش الفرنسي عسكريا ونقص الذخيرة عند المقاومين الأمازيغ سهل الأمر على الفرنسيين الدخول إليها في أبريل 1913م. تحدث الجنرال “كيوم” أحد القادة العسكريين الذين شاركوا في الحملة على الأطلس المتوسط عن صمود وبسالة قبائل هذه الجبال بقوله: 
| موحا أوسعيد | لم تتقدم أية قبيلة نحونا بكيفية تلقائية،كما لم تستسلم أي منها بدون محاربة . بل إن بعض القبائل لم تستسلم إلا بعد أن استنزفت وسائل المقاومة عن آخرها. | موحا أوسعيد |

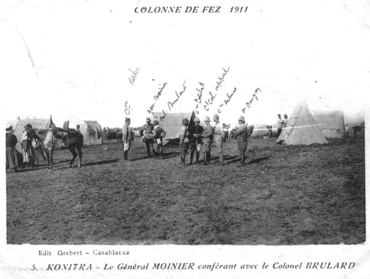
معسكر الجيش الفرنسي

رغم هذا الاحتلال ألحق قائدا المقاومة الأمازيغية بالفرنسيين خسائر فادحة في الأرواح والبشر في معركة القصيبة التي دامت ثلاثة أيام متواصلة، والتي أدت بالكولونيل مانجان إلى التراجع إلى منطقة تادلا، ولم يدخل الفرنسيون قصبة بني ملال إلا في صيف سنة 1916م، في حين لم تخضع القوات الفرنسية القصيبة إلا في أبريل 1922م، بعد أن جهزت لذلك قوة ضخمة من الرجال والعتاد.

وبهذه الكلمات وصف الجنرال كيوم الذي شارك في حرب القبائل في كتابه «البربر المغاربة وتهدئة الأطلس المركزي» القدرات القتالية العالية التي واجهها إبان مشاركته في غزو المغرب: 
| موحا أوسعيد | إن خصمنا هو أحسن محارب في شمال إفريقيا، بطبعه شديد الكراهية للأجنبي، شجاع إلى حد المجازفة، يضحي بكل ما يملك، بعائلته وأيضا وبكل سهولة بحياته في سبيل الدفاع عن حريته...ويختفي المهاجم بسرعة بعد أن يكون أتى على الجرحى ونهب الأموال واستولى في كل مرة على غنيمة من الأسلحة والذخيرة.. | موحا أوسعيد |

توفي سنة 1924 زاهدا ومنعزلا في أعالي الأطلس، بعد محاصرته بالقصيبة والقضاء على حركته، لأنه نذر بألا يرى وجه نصراني (إيرومين بتعبير الأمازيغ)، بالنظر إلى الفتوى الدينية التي كانت رائجة حينها، والتي مفادها أن كل من وقع بصره على نصراني فقد كفر، مما يبرز عمق التأطير الفكري والديني للمقاومة التي خاضها.

## وصلات خارجية
- مقال صحفي: موحا وسعيد: القائد الزاهد قاهر الاستعمار
- مقال صحفي: تخليدا للذكرى المائوية لمعركة مرامان لقبائل ايت ويرة باقليم بني ملال
- مقال صحفي: احتلال تادلة.. هكذا فتكت قوات الاستعمار بقبائل السماعلة وبني خيران.
- مقال صحفي: قصبة موحا أوسعيد...أو الأساطير المؤسسة للأنظمة القايدية.
- برنامج تلفزيوني: أماكن في الذاكرة: حلقة القصيبة إقليم بني ملال